# Ануло
Ануло (пом. 812) — конунг данів Зеландії та Південної Ютландії. Начебто мав прізвисько «Кільце».

## Життєпис
Походження достеменно невідоме. Переважно більшість дослідників вважають батьком Ануло вікінга Гальфдана, який за різними версіями був сином або братом Гаральда Боєзуба з роду Скельдунгів або братом Сігфреда, що став конунгом у Південній Ютландії після Боєзуба. Також є версія, що Гальфдан був онуком Ейстейна, конунга Румеріке (сучасна південно-східна Норвегія). Більш реальною вважається перша гіпотеза. Саксон Грамматик вважав Ануло сином або небожем конунгом Сігурда Персня.
У 812 році після раптової смерті конунга Геммінга частина данів оголосила Ануло конунгом. Він виступив проти другого претендента на владу Сігфреда II. У вирішальній битві на березі моря обидва суперники загинули, проте перемога дісталася армії Ануло, брати якого Регінфред і Гаральд Клак стали новими конунгами.